# Сенджел, Катя
Катя Даниэлла Сенджел (англ. Katya Danielle Cengel, род. 1976, Окленд, Калифорния) — американская писательница и журналистка.

## Ранние годы
Сенджел родилась в Окленде, Калифорния. В 1998 году она получила степень бакалавра литературного письма в Калифорнийском университете в Сан-Диего.

## Карьера
В 1998 году Сенджел работала автором статей в газете The Baltic Times в Риге, Латвия. Позже Сенджел была репортёром по общим заданиям в Kyiv Post. Она также регулярно писала репортажи для San Francisco Chronicle и BBC World Service. Сенджел описала свою жизнь и работу в Центральной Европе в своей книге 2019 года «Из Чернобыля с любовью: репортажи с руин Советского Союза», за которую она получила награды IPPY и Foreword INDIE.
Вернувшись в Соединённые Штаты, Сенджел стала репортёром по общим заданиям в Louisville Courier-Journal. Её сериал о семьях потерянных детей Судана получил второе место за очерк Общества профессиональных журналистов 2005 года в номинации «Green Eyeshade».
Сенджел преподаёт журналистику в Калифорнийском политехническом университете в Сан-Луис-Обиспо и UC Berkeley Extension.